# 1790 Volkov
Volkov (asteróide 1790) é um asteróide da cintura principal, a 2,0141975 UA. Possui uma excentricidade de 0,1001299 e um período orbital de 1 223,13 dias (3,35 anos).
Volkov tem uma velocidade orbital média de 19,90818366 km/s e uma inclinação de 5,11074º.
Esse asteróide foi descoberto em 9 de Março de 1967 por Lyudmila Chernykh.